# Diagênese recente

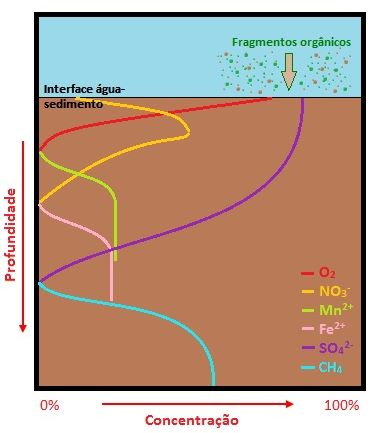
Sequência diagenética no sedimento marinho e perfis típicos de agentes oxidantes na água intersticial

Em Oceanografia, diagênese recente é uma série de transformações físico-químicas que ocorrem na coluna de água e na coluna sedimentar (de várias dezenas até algumas centenas de metros de espessura de sedimento), envolvendo o sedimento, a água intersticial e a água do mar. Nesse sistema ocorrem diversas reações redox movidas pela decomposição da matéria orgânica, alterando sua composição química. Fatores locais como taxa de sedimentação, teor de matéria orgânica, biota associada e presença de processos difusivos ou advectivos determinam a forma como ocorre a diagênese recente, sendo esta portanto diferente para os diversos ambientes de sedimentação costeiros e marinhos. A diagênese recente é um processo essencial para a ciclagem de nutrientes, permitindo a renovação da vida marinha.

## Matéria orgânica no sedimento marinho
O termo matéria orgânica é usado para englobar todos os compostos orgânicos, que podem ser biomoléculas sintetizadas por organismos ou fragmentos biológicos. A estrutura desses compostos orgânicos é formada basicamente por carbono, hidrogênio, nitrogênio, oxigênio, fósforo e enxofre, podendo ter metais em concentrações traço. A principal fonte de matéria orgânica nos ambientes marinhos é oriunda da produção do fitoplâncton, que fixa o carbono e transfere energia para os demais consumidores na teia trófica. Outros organismos fotossintetizantes marinhos também são importantes, como as macroalgas. Fontes alóctones de matéria orgânica são importantes principalmente para os ambientes costeiros, com destaque para as descargas fluviais e a deposição atmosférica. A matéria orgânica sedimentar, isto é, a fração da matéria orgânica que se acumula no sedimento, é composta por tecidos mortos, pelotas fecais, fragmentos estruturais (exoesqueletos), entre outros. As frações dissolvidas da matéria orgânica na água do mar e na água intersticial são compostas basicamente por biomoléculas (carboidratos, lipídios, proteínas, ácidos nucleicos) e substâncias húmicas.

## Sequência diagenética
Sequência diagenética é a série de etapas que ocorre durante a diagênese recente no sedimento para a decomposição da matéria orgânica por atividade bacteriana. Esse processo envolve uma sequência de reações redox, mediada por bactérias que oxidam a matéria orgânica e obtêm a energia necessária para sua sobrevivência. Em ambientes oxidantes, o oxigênio dissolvido na água intersticial é o agente oxidante preferido pelas bactérias aeróbias, pois o ganho energético é maior. Porém, em ambientes anóxicos, outras moléculas que contém oxigênio em suas estruturas são utilizadas com a mesma finalidade, em uma ordem sequencial que garante o melhor aproveitamento energético pelas bactérias.

### Consumo de oxigênio
A primeira etapa da sequência diagenética é o consumo de oxigênio (O2), quando este encontra-se disponível no ambiente. A maior parte dos ambientes marinhos são oxidantes e por isso mais de 90% do carbono orgânico depositado no fundo no oceano sofre oxidação na interface água-sedimento devido a atividades microbiológicas. O metabolismo ocorre por doação de elétrons, sendo o oxigênio o aceptor de elétrons preferido, pois é o que garante maior produção de energia por mol de carbono orgânico oxidado (3190 kJ/mol). A oxidação da matéria orgânica por organismos aeróbios pode ser representada pela reação abaixo:
(CH2O)106(NH3)16(H3PO4) + 138 O2  →  106 CO2 + 16 HNO3 + H3PO4 + 122 H2O
A primeira molécula da reação é conhecida como matéria orgânica de Redfield e representa uma molécula orgânica genérica. Esse processo favorece a nitrificação, isto é, oxidação da amônia (NH3) formando nitrato (NO3-), aumentando assim a concentração de nitrato na água intersticial. Enquanto a concentração de oxigênio dissolvido na água intersticial diminui com o aumento da profundidade na coluna sedimentar, a concentração de nitrato aumenta. Há ainda a produção de dióxido de carbono (CO2) que pode favorecer a dissolução de carbonatos no sedimento. A quantidade e penetração do oxigênio dissolvido na água intersticial vai depender da porosidade da camada sedimentar, quantidade de matéria orgânica, taxa de respiração e presença da atividade de organismos bentônicos, responsáveis pela bioirrigação e bioturbação.

### Consumo de nitrato
Quando a saturação de oxigênio dissolvido na água intersticial atinge cerca de 5%, a oxidação da matéria orgânica também passa a ocorrer via metabolismo anaeróbio, utilizando os átomos de oxigênio presentes na molécula do nitrato (NO3-). A reação que descreve esse processo é a seguinte:
(CH2O)106(NH3)16(H3PO4) + 94,4 HNO3 → 106 CO2 + 55,2 N2 + H3PO4 + 177,2 H2O
Esse processo é chamado de denitrificação e ocorre em ambientes suboxidantes ou anóxicos. A energia adquirida pelas bactérias anaeróbias é cerca de 3030 kJ/mol, ou seja, elas ganham 130 kJ/mol a menos que na etapa anterior.

### Consumo de óxidos de manganês
O consumo dos óxidos de manganês (MnO2) ocorre em ambientes anóxicos e oferece, em geral, a terceira melhor vantagem termodinâmica para as bactérias, com ganho energético variando de 2920 kJ/mol a 3090 kJ/mol, dependendo do composto utilizado. Em algumas situações, o início dessa etapa pode ocorrer antes do consumo total de nitrato ou simultaneamente. A reação para o consumo de óxidos de manganês na oxidação da matéria orgânica segue abaixo:
(CH2O)106(NH3)16(H3PO4) + 236 MnO2 + 472 H+  →  236 Mn2+ + 106 CO2 + 8 N2 + H3PO4 + 366 H2O
A concentração de íons Mn2+ aumenta na água intersticial à medida que a oxidação da matéria orgânica passa a ser dominada pelos óxidos de manganês.

### Consumo de óxidos de ferro
Quando não há mais óxidos de manganês disponíveis na coluna sedimentar, a reação de oxidação da matéria orgânica a partir do consumo de óxidos de ferro (Fe2O3) passa a ser energeticamente favorável, fornecendo 1330 kJ/mol ou 1410 kJ/mol, dependendo do composto utilizado. O processo é representado pela reação:
(CH2O)106(NH3)16(H3PO4) + 212 Fe2O3 + 848 H+  →  424 Fe2+ + 106 CO2 + 16 NH3 + H3PO4 + 530 H2O
Esse processo aumenta a concentração de ferro ferroso (Fe2+) na água intersticial, favorecendo a precipitação de minerais na interface água-sedimento que podem dar origem aos nódulos de ferro-manganês.

### Consumo de sulfato
A redução do sulfato (SO42-) só ocorre quando não houver mais óxidos de ferro disponíveis na coluna sedimentar, pois o ganho energético é muito baixo (380 kJ/mol). A reação abaixo representa o consumo de sulfato na oxidação da matéria orgânica.
(CH2O)106(NH3)16(H3PO4) + 53 SO42-  →  106 CO2 + 16 NH3 + 53 S2- + H3PO4 + 106 H2O
Os íons  S2- que são produzidos com a redução do sulfato podem reagir com íons H+ formando gás sulfídrico (H2S), que tem odor característico. Podem formar também íons HS- que reagem com metais, formando sulfetos voláteis em ácido. Esta reação torna os metais indisponíveis para a biota, reduzindo assim a toxicidade do sedimento.

### Formação de metano
A formação de metano (CH4) ocorre em condições bem específicas, quando não há mais nenhum outro agente oxidante disponível e existe a presença de bactérias metanogênicas. O ambiente onde ocorre a fermentação do metano é conhecido como anóxico metanogênico. Essa etapa pode ocorrer a partir de três vias metabólicas diferentes:
(CH2O)106(NH3)16(H3PO4)  →  53 CO2 + 53 CH4 + 16 NH3 + H3PO4
CH3COOH  →  CH4 + CO2
CO2 + 8 H2  →  CH4 + 2 H2O
A primeira reação acima representa a fermentação do metano a partir da molécula de Redfield, a segunda ocorre a partir da redução do ácido acético e a terceira representa a redução do dióxido de carbono. O ganho energético da primeira reação é de apenas 350 kJ/mol.

## Diagênese recente nos sedimentos marinhos
A concentração de carbono orgânico nos diferentes ambientes marinhos varia em muitas ordens de grandeza, dependendo do aporte de matéria orgânica, das condições de preservação e do aporte de material mineral que pode “diluir” a matéria orgânica presente no sedimento. Assim, a diagênese recente da matéria orgânica nem sempre atingirá todas as etapas da sequência diagenética. Há ambientes em que toda a matéria orgânica será oxidada na primeira etapa (consumo de oxigênio). Em outros ambientes, a diagênese passará por todas as etapas de oxidação e não conseguirá oxidar todos os compostos orgânicos, preservando a matéria orgânica restante na coluna sedimentar.

### Sedimentos costeiros
Devido a sua proximidade com o continente, os ambientes costeiros possuem concentrações de matéria orgânica muito superiores aos demais ambientes de sedimentação marinha, principalmente pelo aporte de rios, deposição atmosférica e influência antrópica. Muitos sedimentos costeiros são oxidantes apenas na interface água-sedimento. Em geral, eles possuem teor de carbono orgânico sedimentar inferior a 5%. Nesses casos, a sequência diagenética começa com o consumo de oxigênio e chega ao consumo de sulfato, podendo ocorrer ainda a fermentação do metano se houver bactérias metanogênicas. Há alguns ambientes costeiros que recebem grande aporte de matéria orgânica antropogênica devido a efluentes domésticos e industriais (por exemplo, estuários urbanos). Estes ambientes possuem teor de carbono orgânico superior a 5% e geralmente são anóxicos já na interface água-sedimento. Neles, a diagênese recente no sedimento subsuperficial ocorre por metabolismo anaeróbio utilizando agentes oxidantes secundários. Porém, a anoxia não se restringe a ambientes alterados pelo homem, pois existem ambientes naturais com grande produtividade, alta taxa de sedimentação e elevado teor de matéria orgânica sedimentar, como alguns deltas e estuários. A quantidade de carbono orgânico nos ambientes costeiros é elevada, sendo que às vezes a sequência diagenética não é capaz de oxidar toda a matéria orgânica e esta acaba sendo preservada no sedimento. Os deltas são responsáveis por cerca de 44% da matéria orgânica preservada anualmente nos sedimentos marinhos, enquanto as plataformas e taludes superiores são responsáveis por 42% da matéria orgânica preservada.

### Sedimentos hemi-pelágicos
Sedimentos hemi-pelágicos são formados nas áreas que correspondem ao talude e sopé continental. Esses ambientes correspondem a uma zona de transição entre sedimentos costeiros e pelágicos. Por isso, sedimentos hemi-pelágicos apresentam características intermediárias em termos de taxa de sedimentação e teor de matéria orgânica, sendo que este pode atingir aproximadamente 2%. São colunas sedimentares suboxidantes a oxidantes. Um estudo feito na porção leste do Atlântico equatorial mostrou que a diagênese recente em ambiente hemi-pelágico ocorre até o consumo de óxidos de ferro, não chegando à etapa de consumo de sulfato nem formação de metano.

### Sedimentos pelágicos
Os sedimentos pelágicos ocupam a maior parte do assoalho marinho, estando inseridos nas grandes bacias oceânicas. A taxa de sedimentação é muito baixa devido à distância dos continentes e o conteúdo de carbono orgânico está entre 0,1% e 0,2%. Nesses ambientes a zona oxidada do sedimento ultrapassa 1 metro de profundidade. Portanto, como há pouca matéria orgânica e bastante oxigênio dissolvido na água intersticial, a sequência diagenética se limita à primeira etapa (consumo de oxigênio). Praticamente toda a matéria orgânica é degradada, não sendo preservada na coluna sedimentar. Porém há exceções em locais que possuem baixa taxa de renovação de água como as bacias oceânicas semi-fechadas e as fossas oceânicas, podendo ter sedimentos anóxicos e acumular matéria orgânica. 

## Preservação da matéria orgânica no sedimento marinho
Quando todos os agentes oxidantes disponíveis na coluna sedimentar são utilizados mas ainda há matéria orgânica no sedimento, esta é preservada. O acumulo de matéria orgânica no sedimento marinho se dá sob duas condições específicas: (1) em condições anóxicas e ambientes relativamente estáticos, ou seja, com baixa taxa de renovação de água (ex: bacias oceânicas semifechadas, fossas oceânicas); ou (2) em ambientes de alta produtividade primária e alta taxa de sedimentação (ex: estuários, deltas).
Há uma tendência de preservação da matéria orgânica. Sua fração lábil é mais suscetível à oxidação e degradação química e biológica, por isso raramente é preservada. Por outro lado, a fração refratária tem mais chances de "sobreviver" à diagênese recente e ser acumulada no sedimento. A matéria orgânica que consegue escapar dos processos de diagênese recente geralmente consiste em ácidos fúlvicos e ácidos húmicos, que são mais refratários. Após aumento de pressão e temperatura na coluna sedimentar essas substâncias tendem a formar querogênio e betume, que são precursores do petróleo e gás natural formados durante o processo de catagênese. Dessa forma, o petróleo e o gás natural são produtos da matéria orgânica que não foi degradada durante a diagênese recente. Esses recursos naturais são mundialmente importantes para a indústria energética, porém precisam ser acumulados em condições geológicas favoráveis para formar um reservatório economicamente viável.